# چالچیوتلیکوئه

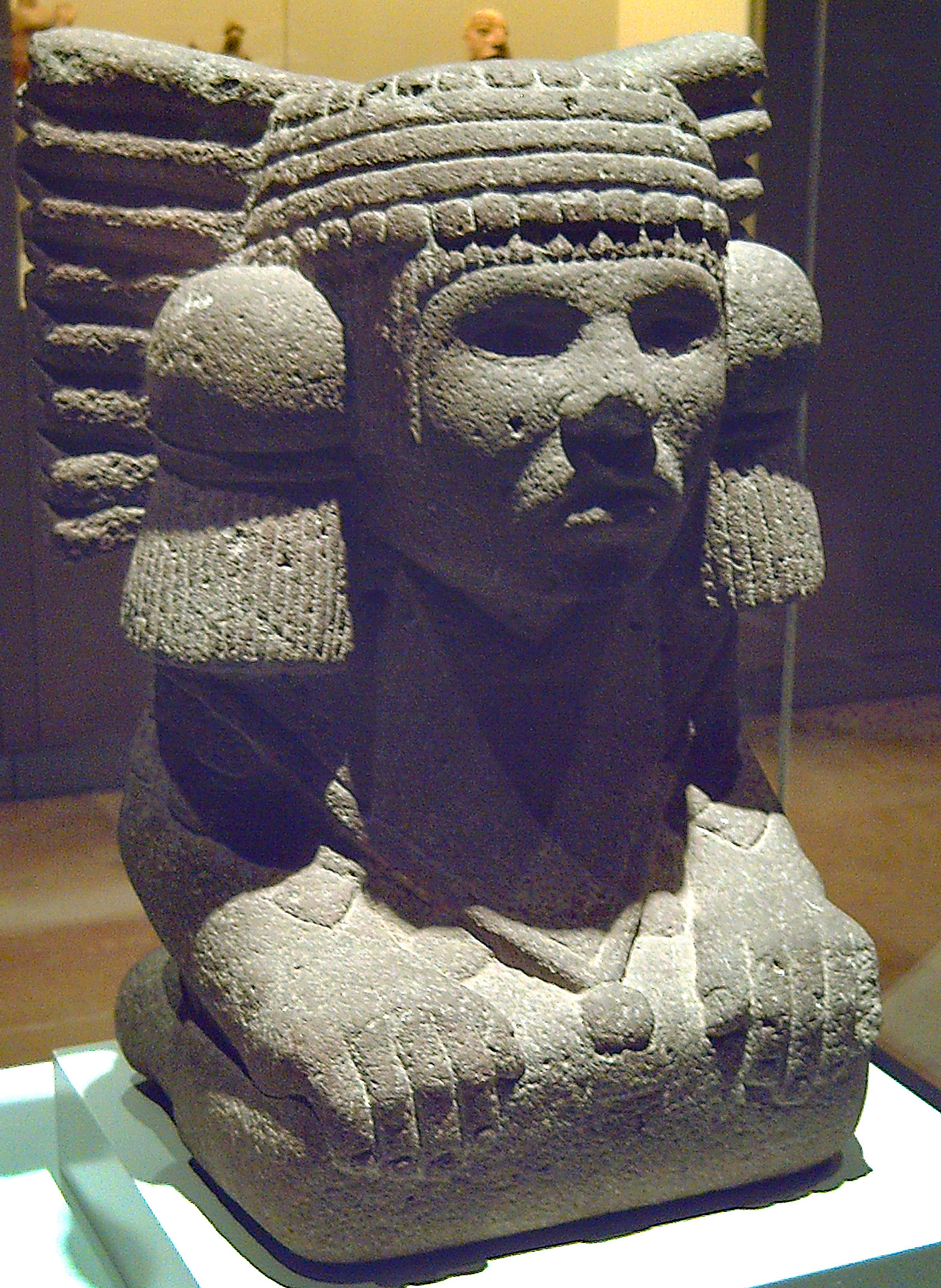
مجسمه سنگی چالیچوتلیکوئه، در موزه آمریکای لاتین واقع در مادرید، اسپانیا

در اساطیر آزتک، چالچیوتلیکوئه، که همچنین با عنوان چالکیوتولیکوئه و چالچیوئی تولیکوئه (به معنای زنی با دامنی از یشم سبز) نیز شناخته می‌شود، ایزدبانوی آزتکی دریاچه ها، رودخانه ها، دریاها، رود ها، نهرها، و آبهای افقی و همینطور ایزدبانوی طوفان ها، و غسل تعمید بود.

## معرفی
شهرت جهانی این ایزدبانو، از زمانی بود که از احترام اسپانیایی‌های فاتح، برخوردار گردید. او چهره‌ای مهم در میان خدایان آزتک در دوران پس از دورۀ کلاسیک (دوره پساکلاسیک) و در تمدن‌های مرکزی مکزیک محسوب شده‌است.
چالچیوتلیکوئه همچنین حامی کودکان تازه متولد شده و نوزادان در موقع زایمان به‌شمار می رفت. تلاکس کالان‌ها یا همان تلاسکالاها، که دشمنان آزتک‌ها محسوب می شدند نیز، این ایزدبانو را، ماتلال کوئیتل می نامیدند.

## شرح
چالچالچیوتلیکوئه، یا: بانویی با دامنی از یشم، الهه آب رودخانه‌ها و آب ساکن است. وی همسر ایزد باران و آذرخش، موسوم به تلالوک بود.
بنابر افسانه ای، ایزدبانوی آب یعنی چالچیوتلیکوئه، خواهر تلالوک [و نه همسر او] بوده‌است. پس از آن که تسکاتلیپوکا همسرش را ربود، همسر دیگری به نام دامن سبز [که همان چالچیوتلیکوئه است]، اختیار کرد که نام پیشین کوه تلاسکالا نیز بود.
چالچیوتولیکوئه ایزدبانوی دریا نیز هست و از ویژگی‌های این الهه، نوار آبی و سفید رنگ با دو منگولۀ بزرگ است که از دو سوی صورتش آویخته شده‌است. با توجه به منابعی که در دست می‌باشد، قبایل کهن تر ناوا در شرق و جنوب دره‌های مکزیک، وی را با شوچیکتسال (گل ایستاده، همسر اول تلالوک)، ایزدبانوی عشق و گل ها، یکی می دانستند.